# ユ・ゴニョン
ユ・ゴニョン（유건형、1979年2月14日 - ）は、大韓民国の歌手、作曲家、音楽プロデューサー。東亜放送専門大学校（朝鮮語: 동아방송예술대학교）放送演芸科、青雲大学校（朝鮮語: 청운대학교）放送演技学科を卒業し、京畿大学校スポーツ科学大学院でレジャースポーツコンサルティング学碩士（修士に相当）を授与された。
1996年に、ダンス・グループだったアンタイトル（朝鮮語: 언타이틀）のメンバーとして芸能界に入り、1999年のグループ解散後、7年を経て、2006年にロック・バンド、アンプ（朝鮮語: 앰프 (음악 그룹)）で歌手としての活動を再開した。ピ、PSY（サイ）、godなどを含む多くの歌手のアルバムに作曲家として参加した。2012年、PSYとともに共同で作曲した江南スタイルが全世界的に大ヒットした。

## 学歴
- ソウル 崇実高等学校（朝鮮語: 숭실고등학교） 卒業
- 東亜放送専門大学校放送演芸学科 卒業
- 青雲大学校放送演技学科 卒業
- 京畿大学校スポーツ科学大学院レジャースポーツコンサルティング学科 卒業（体育学碩士）

## 参加アルバム

### 作曲
- god 2集《Chapter Two》...<애수>（1999年）
- リャンヒョン・リャンハ（朝鮮語: 량현량하） 1集《쌍둥이 파워》...<쌍둥이 파워>（2000年）
- ロン 1集《Ron. E Run》...<Run>（2001年）
- ピ 1集《나쁜남자》...<안녕이란 말 대신>（2002年）[3]
- イ・スンギ 1集《나방의 꿈》...<나방의 꿈>、<아버지>、<음악시간>（2004年）
- ビン 1集《In My Fantasy》...<2 am (2:00 am)>（2005年）
- PSY 4集《싸집》...<We are the one>（2006年）
- オム・ジョンファ 9集《D.I.S.C.O》...<Party>（2008年）[5]
- ソ・イニョン シングル《Elly is Cinderella》...<신데렐라>（2008年）[6]
- イム・チャンジョン 11集《Return To My World》...<In The club>（2009年）[7]
- ルーラ（朝鮮語: 룰라 (음악 그룹)） 9集《A9ain - Again》...<고잉고잉>（2009年）[8]
- PSY 6集《6甲》... <江南スタイル（강남스타일）>（2012年）PSYとの共同作曲
- PSY シングル《GENTLEMAN》... <ジェントルマン（GENTLEMAN>（2013年）PSYとの共同作曲

### その他
- PDPプロジェクト シングル《JoPD + Park Mi Kyung Project 12 Inch Single》...<가질 수 없는 너>（2008年）[9]